# Skedemosse
Skedemosse är en numera utdikad mosse i Gärdslösa socken på Öland som är fyndplatsen för Sveriges största ansamling av vapenoffer. 

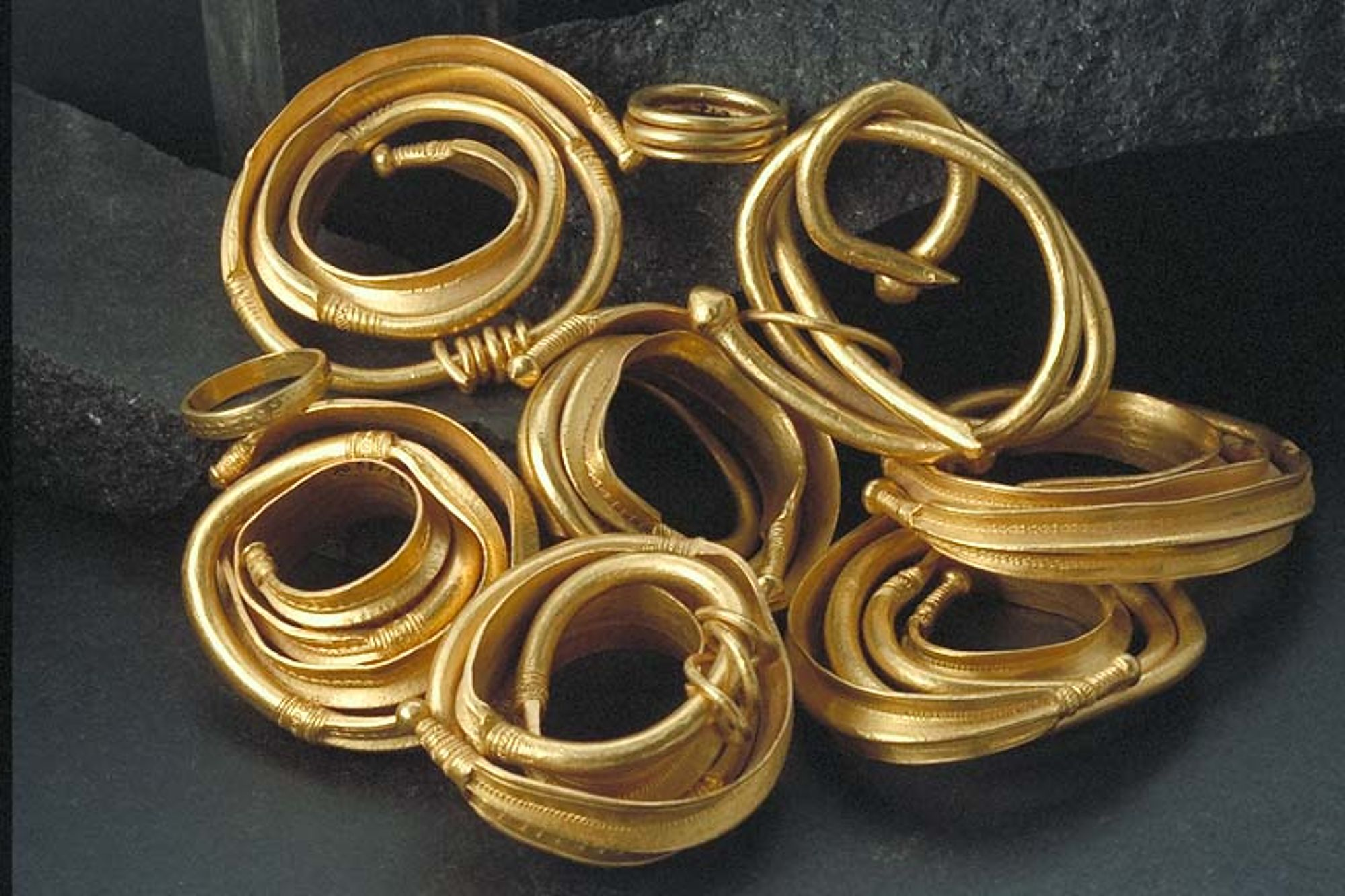
Ringar av guld från Skedemosse

Utgrävningar skedde mellan 1959 och 1962 under ledning av Ulf Erik Hagberg. Uttorkningen av mossen hade lett till att vapnen hade rostat sönder och att metallen var så utlakad att en metalldetektor inte gav utslag. Vid tiden för offren var mossen en igenväxande sjö och föremålen är troligen offrade från en båt, då inga spår av bryggor har hittats.
Spjut och lansspetsar är det vanligaste vapenfyndet, men också sköldar, pilspetsar och yxor har hittats.
Förutom vapen har en stor mängd djurben hittats, den största mängden djurben kommer från häst. Skinn och huvuden från hästar tycks ha ingått i särskilda ritualer. Även cirka 30 människooffer av både barn och vuxna har hittats i Skedemosse. C14-analyser av ben har visat att de äldsta offren är från förromersk järnålder och de yngsta från sen vikingatid.
Bland övriga fynd kan nämnas sju guldringar som sammanlagt hade en vikt av 1,3 kg.
Flera boplatser och gravfält kring Skedemosse grävdes också ut, vilket gav en bild av ett folkrikt och välmående samhälle under romersk järnålder. I sin avhandling hävdade Ulf Erik Hagberg att ölänningarnas rikedomar byggde på tillverkningen och exporten av hudar och läder.
Fynden förvaras på Statens historiska museum i Stockholm.